# Bidens blakei
Bidens blakei là một loài thực vật có hoa trong họ Cúc. Loài này được (Sherff) Melchert mô tả khoa học đầu tiên năm 1975.